# Yūsuke Nakamura
Pour les articles homonymes, voir Nakamura.
Yusuke Nakamura (中村佑介, Nakamura Yusuke), né le 26 janvier 1978 à Takarazuka, est un artiste japonais.

## Œuvre
Yūsuke Nakamura est surtout connu pour les illustrations des albums des groupes de J-pop Asian Kung-Fu Generation et Gentouki. Ses dessins sont épurés, influencés par le pop art. Ils représentent la plupart du temps un univers fantaisiste où les écolières japonaises rencontrent des créatures étranges sur fond urbain.
Nakamura réalise le chara design de la série d'animation The Tatami Galaxy (Yojō-Han Shinwa Taikei) en 2010, puis du film d'animation The Night Is Short, Walk on Girl en 2017, adaptation de deux œuvres de Tomihiko Morimi.
Il a aussi composé la musique du drama Blue Tower, et deux musiques de City Hunter.

## Publications
- Blue (art-book), Asukashinsha, 2009.
- Red (art-book de cartes postales), Asukashinsha, 2012.
- Kirara-chan (きららちゃん?), Asukashinsha, 2014.
- Now (art-book), Asukashinsha, 2014.